# مشاري عناد
مشاري عناد، من مواليد 1985، لاعب كرة قدم كويتي.
و هو يلعب مع نادي الصليبيخات، وقد قدم له نادي العربي الكويتي عرضا للعب في صفوفه، ولكنه رفض الانتقال إليهم.